# Al-Mugrib fī ḥulā al-Magrib
Al-Mugrib fī ḥulā al-Magrib (en árabe المغرب في حلى المغرب) es una obra del granadino Ibn Sa'īd al Magribī escrita en el siglo XIII. Su título significa Lo extraordinario sobre las joyas de Occidente. Está a mitad de camino entre una antología poética y una obra geográfica, ya que reúne información sobre los poetas del Magreb organizados según su origen geográfico: los de Córdoba, los toledanos, los valencianos, etc. 
Cada capítulo regional está además dividido en subsecciones, primero la capital provincial, luego las localidades más importantes. Esta clasificación es muy interesante desde el punto de vista geográfico, ya que da fe de cuáles eran las divisiones, cómo estaban subdivididas, cuáles eran las principales localidades y la categoría de las mismas. Su método, sistemático, divide los núcleos de población en tres categorías principales: medina (ciudad), hisn (fortificación) y qarya (aldea o alquería). Esta terminología fue la habitual durante los siglos XII y XIII en al-Ándalus.